# Lepidiota brittoni
Lepidiota brittoni är en skalbaggsart som beskrevs av Peter Geoffrey Allsopp och Charles James Watkins 1995. Lepidiota brittoni ingår i släktet Lepidiota och familjen Melolonthidae. Inga underarter finns listade i Catalogue of Life.